# Cognado
En lingüística histórica, se llaman cognados aquellas palabras, típicamente de idiomas distintos, que tienen un mismo origen etimológico, pero generalmente una forma distinta, y a veces también un significado distinto, debido al cambio lingüístico. Es por tanto un concepto distinto al de familia de palabras, que son palabras de una misma lengua con una raíz común y diversas morfologías. 
A veces pueden escribirse largas series de términos cognados dentro de una misma familia de lenguas. Por ejemplo, entre las lenguas indoeuropeas se tiene estas dos series de cognados:
1. noche (español), night (inglés), nuit (francés), Nacht (alemán), nacht (neerlandés), nag (afrikáans) nat (danés), noc (checo, polaco y eslovaco), noch (ruso), noć (croata), noć (serbio), nox (latín), nakti- (sánscrito), natë (albanés), nos (galés), nueche (asturiano), nueit (aragonés), noite (gallego, portugués), notte (italiano), nit (catalán y valenciano), nich (ucraniano), noapte (rumano), nótt (islandés), νύχτα níjta (griego moderno) y naktis (lituano). Τodos ellos significan ‘noche’ y tienen una similitud fonética evidente; esto se debe a que todos derivan del protoindoeuropeo *nógwts ‘noche’.
2. estrella (español), star (inglés), étoile (francés), Stern (alemán), Stjerne (danés), ster (neerlandés, afrikáans), stella (latín, italiano), str (sánscrito), seren (galés), isteddu (sardo), stidda (siciliano), estrela (aragonés y valenciano), estrela (gallego, portugués), estel (catalán), stea (rumano), stjarna (islandés), αστέρι astéri (griego moderno), setare (persa) y estêre (kurdo). En este caso, todos ellos significan ‘estrella’ y derivan del protoindoeuropeo *h₂stḗr ‘estrella’.

Los cognados que son resultado de préstamos lingüísticos pueden presentar pequeñas variaciones en su significado, pero manteniendo relación con el concepto original. Por ejemplo, el portugués brasilero panapanã, que designa a una bandada de mariposas en vuelo; el guaraní paraguayo y correntino panambi, el guaraní oriental boliviano panapana, el cocama-cocamilla y omagua panama, y el sirionó ana ana son cognados, derivados del tupí antiguo panapana, 'mariposa', manteniendo su significado original en dichas lenguas tupíes.
La semejanza de las palabras cognadas induce a menudo a traducciones erróneas, como la del inglés actually por «actualmente», aunque lo que significa es ‘realmente’ o ‘de hecho’; o como policy, que parece que significa «policía», cuando en realidad significa ‘norma’. A estos términos se les llama falsos amigos.

## Etimología
El vocablo «cognado» se deriva del latín cognatus, de co- ‘con’, y -gnatus, natus, participio del verbo latino nascor ‘nacer’. Su traducción literal sería ‘consanguíneos, con un mismo antepasado’, ‘conacidos’ o ‘relacionados por una misma naturaleza, característica o función análoga’.

## Dobletes
Los dobletes léxicos son casos de dos palabras cognadas dentro de una misma lengua; En las lenguas romances son habituales los casos en que una de las palabras es el resultado de sucesivas transformaciones desde el latín a lo largo de los siglos (palabra patrimonial, por ejemplo fuego), mientras que la otra es un cultismo reintroducido en tiempos más recientes (p. ej. foco) cuando ambos proceden del mismo origen: focus; o un préstamo lingüístico que a su vez proviene del latín, como en español cadera y cátedra (ambas provenientes del latín cathedra, pero la primera es un patrimonialismo y la segunda un cultismo), por último, un préstamo de otra lengua, como en obra y ópera (ópera proviene del latín opera a través del italiano).

## Falsos cognados
Los cognados falsos son aquellas palabras que parecen tener un origen común, pero que tras un estudio lingüístico se puede determinar que no tienen ningún tipo de relación. Así, por ejemplo, si nos basamos en similitudes superficiales, podríamos suponer que el verbo latino habēre y el alemán haben, que significan «tener», son cognados, pero no es así. Si comprendemos el modo en que evolucionan ambas lenguas a partir de las raíces protoindoeuropeas, veremos que no pueden serlo: haben proviene en realidad del protoindoeuropeo *kap- «agarrar», y su cognado real en latín es capere «tomar, capturar». El verbo latino habēre, en cambio, deriva del protoindoeuropeo *gʰabʰ- «dar, recibir», por lo que es el cognado del verbo alemán geben «dar». De la misma manera compárense los vocablos ingleses give y have con los españoles haber y caber, derivados de *gʰabʰ- y *kap- respectivamente.
La similitud entre palabras de distintas lenguas no basta para demostrar que dichos vocablos están relacionados entre sí, del mismo modo que sólo por un parecido físico no se puede determinar si dos personas tienen los mismos genes. Tras miles y miles de años, las palabras pueden cambiar su pronunciación completamente, haciendo difícil identificarlas: por ejemplo, la palabra "cabeza", en inglés head y el español cabeza son cognados ambos derivados del protoindoeuropeo *kapot, mientras que la palabra inglesa over y la hebrea a'var no.